# Wireless Application Protocol
Ez a szócikk a Wireless Application Protocolról szól. A WAP jelenthet wireless access point-ot is.
A Wireless Application Protocol (WAP) a vezeték nélküli adatátvitel egy nyílt nemzetközi szabványa. Hordozható eszközökhöz (mobiltelefonok, PDA-k) fejlesztették ki. A protokollcsalád célja a webböngészés lehetővé tétele csökkentett funkciókkal és néhány mobilspecifikus kiegészítéssel. A protokoll a 2000-es években volt a legnépszerűbb, ezt a protokollt használta számos mobiltelefonra írt internetes oldal (wap site). A 2010-es években egyre inkább átvették a helyét a mobiltelefonos felhasználásban a modern böngészők.  Japánban a konkurens i-mode terjedt el.